# Chausseewärter
Der Chausseewärter (auch Chausseeaufseher, Wegknecht, Weg(e)macher, Weg(e)wärter, Straßeneinräumer, Straßenwärter oder Barriereempfänger genannt) war für den reibungslosen Betrieb und Unterhalt von Landstraßen (so genannte Chausseen) zuständig.

## Beschreibung

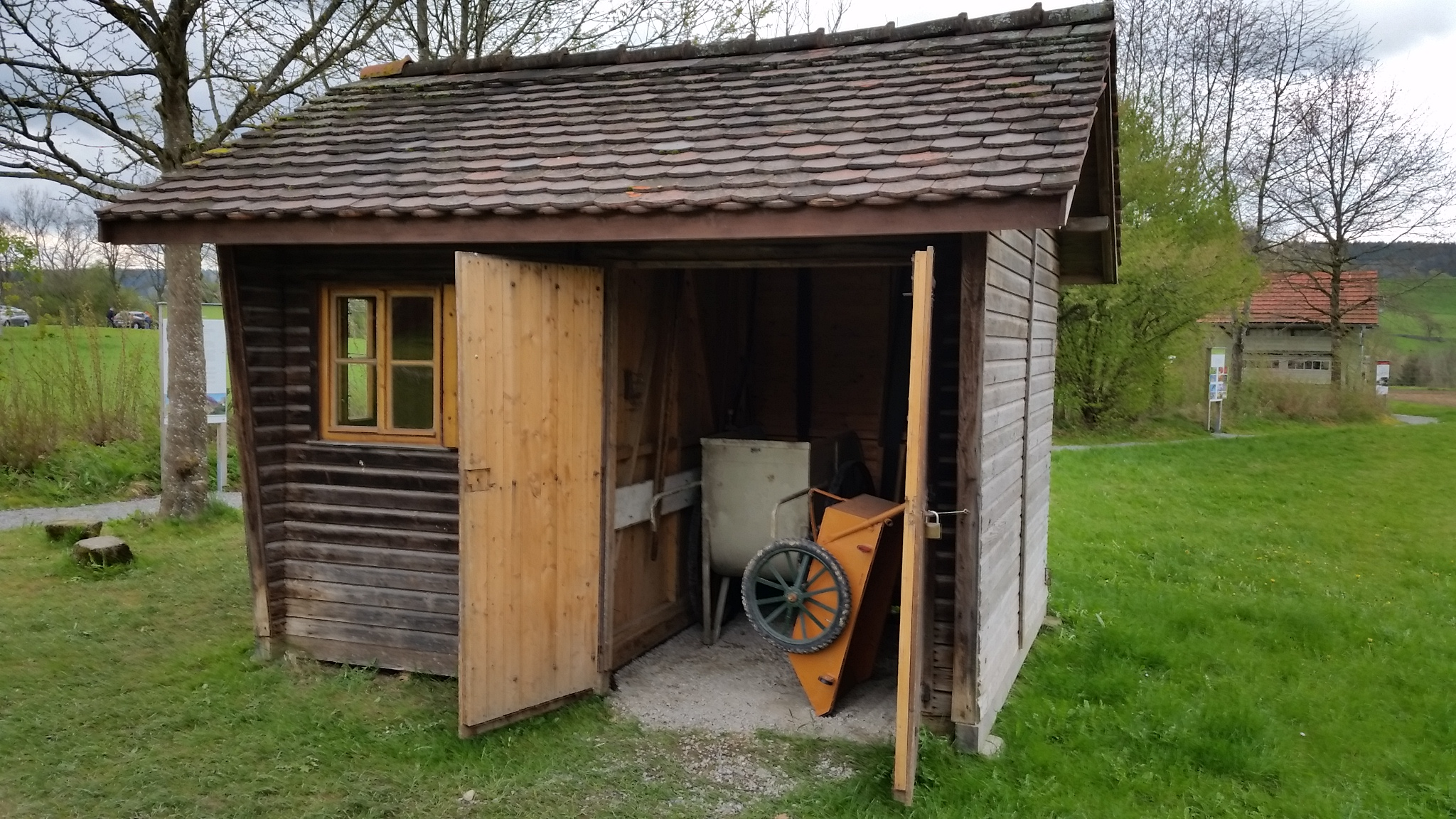
Chaussewärter-Hütte der Ausstellung „Der Wegknecht und seine Strecke“ Bauernhaus-Museum Wolfegg

Der Beruf entstand Anfang des 18. Jahrhunderts und bestand bis Mitte des 20. Jahrhunderts. Zu den Aufgaben eines Chausseewärters gehörte die Instandhaltung der Fahrbahndecke, die zu dieser Zeit überwiegend aus wassergebundenen Schotter- und Kiesdecken bestand, sowie der angrenzenden Bankette. Hierfür mussten regelmäßig Schäden in der Fahrbahndecke ausgebessert und Unebenheiten, wie sie beispielsweise durch die Räder der Pferdefuhrwerke entstanden, beseitigt werden. Zu der typischen Ausrüstung eines Chausseewärters gehörte unter anderem der Zweiradkarren, Schaufel und Besen sowie eine Kothkrücke.
Des Weiteren beseitigte er Unrat und Schlamm (so genannter Koth) und sorgte für den reibungslosen Abfluss von Regenwasser. Hierfür musste er regelmäßig die Funktion der seitlichen Straßengräben überprüfen und ggf. nacharbeiten. Neben der Pflege der Bäume, Sträucher und Grünflächen entlang der Chaussee räumte der Chausseewärter im Winter auch den Schnee von der Fahrbahndecke oder brachte Schneezeichen entlang des Weges an. Er hatte in regelmäßigen Abständen die ihm zugeteilte Wegstrecke, die in der Regel 1 bis 1,5 Wegstunden ausmachte, zu kontrollieren. Vielerorts wohnte der Chausseewärter direkt an der Chaussee in einem Chausseehaus.
Mit der Weiterentwicklung des Straßenbaus und dem Anstieg des motorisierten Verkehrs veränderten sich auch die Aufgaben im Bereich der Straßenunterhaltung und im Straßenbetriebsdienst grundlegend. Um den gestiegenen Anforderungen gerecht zu werden, wurde daher Mitte des 20. Jahrhunderts der Beruf, der in Deutschland als Straßenwärter bezeichnet wird, geschaffen.
Schutzpatrone der Chausseewärter sind Johannes der Täufer und Christophorus.